# IC 833
IC 833 ist eine elliptische Galaxie vom Hubble-Typ E3 im Sternbild Jungfrau auf der Ekliptik. Sie ist schätzungsweise 788 Millionen Lichtjahre von der Milchstraße entfernt und hat einen Durchmesser von etwa 70.000 Lichtjahren.
Im selben Himmelsareal befinden sich u. a. die Galaxien NGC 4775, NGC 4786, NGC 4813, IC 3908.
Das Objekt wurde am 25. März 1889 vom US-amerikanischen Astronomen Lewis A. Swift entdeckt.